# 上袋剑虎属
上袋剑虎属（学名：Anachlysictis）是后兽下纲（包括有袋类及其近亲）中的一个已灭绝的属，属于生存于中新世南美洲的同样已灭绝的袋犬目。与此前发现的其他袋剑虎科化石（一类装备有“剑齿”的后兽下纲食肉动物）不同的是，上袋剑虎属是首次于南美洲北部发现的袋剑虎类，同时其也是袋剑虎科最原始和最古老的成员（事实上，直到2010年巴塔哥袋剑虎正式被描述前，这是第一个也是唯一的被确认不属于袋剑虎属的化石标本）。上袋剑虎属的化石是在哥伦比亚拉文塔（La Venta）地区的维拉维耶哈组（Formazione di Villavieja）地层中发现的，这是一个著名的中中新世（1380-1180万年前）化石矿床，其化石包括带有颏叶的下颚前部碎片和臼齿。
上袋剑虎属只包含优雅上袋剑虎（Anachlysictis gracilis）一个物种，其由阿根廷古生物学家弗朗西斯科·J·戈因（Francisco J. Goin）于1997年描述。

## 描述
与其最著名的近亲袋剑虎属相比，上袋剑虎属体型较小，体重大约只有18公斤，位于后者下颚的用于保护剑齿的颏叶较小（就比例而言，上袋剑虎属的上犬齿长度较短）。不过，我们可以假设它们的解剖学通常不如近亲的解剖学那么专业，但它有位于鼻子下方且不重合的臼齿和扁平剑齿，可以更有效地处理猎物的肉，就像其他食肉哺乳动物一样实现了专一化，而容纳咬肌（参与下颌运动）的位置减少，这是因为与其他更加衍化的剑齿捕食者（如袋剑虎属和猫科斯剑虎属）一样，咬肌减少可以为下颌关节留出更多的空间，以增加其张开角度。虽然这会影响下颌的力量，但它们不需要强大的咬合力来使用其剑齿，因为它们可以让发达的颈部肌肉沿着头骨向下移动，这样它们就能让剑齿穿透猎物的肉。

## 分类
上袋剑虎属未被发现时，人们认为袋剑虎属是原鬣狗科的近亲，有人甚至认为袋剑虎属是袋鬣狗科于晚中新世演化出的特殊成员。上袋剑虎属的发现及其更原始的特征表明袋剑虎属起源于袋鬣狗科基群，其单一性需要修正。如今，一个新的袋剑虎科已被设立，除袋剑虎属之外还包括上袋剑虎属、始袋剑虎属（Eomakhaira）和巴塔哥袋剑虎属（Patagosmilus），后两者被发现的时间较短。
本属包括以下物种：
- 优雅上袋剑虎 Anachlysictis gracilis Goin, 1997 （模式种）

## 古生物学
考虑到其体型较小和发现地点，上袋剑虎属有可能是灌木丛中的捕食者，它所占据的生态位可能与当今的小型掠食性哺乳动物（如鼬科或灵猫科）的生态位重合。